# Collén & Webb
Collén & Webb är en svensk produktionsduo från Sundsvall. Duon består av Patrik Collén och Peter Webb. 2002 vann de priset Årets producent på Sundsvall Music Awards.

## Historik
1988 startade Erik Svensson,  producenten Jocke Sandström och Kent Lövgren (Melodie MC) Sidelake Productions i Sandströms källare i Sidsjö. 1990 bildades bolaget Sidelake Production AB, där även DJ:n Anders Melin och Thomas Kurppa blev delägare. Melin blev senare bolaget VD. Ett år senare blev också Peter Webb och Patrik Collén, båda från Njurunda socken, delägare. Sidelakes första stora framgång var artisten Melodie MC mellan åren 1992 och 1997. 1998 började rapparen Petter att skicka demos till dem.  Det ledde till ett skivkontrakt för Petters del och debutalbumet Mitt sjätte sinne. Albumet producerades av Collén & Webb och Thomas Rusiak. Efter albumet började Petter arbeta med andra producenter, men när han skulle göra En räddare i nöden (2010), tog han upp kontakten med Collén & Webb igen.

## Producerad musik

### 1995
Bakers Of The Holy Bread – The End Of A Cold Experience
- "Twelve Moments To The Only Conclusion"
- "Invisible Dred"
- "Bring It On Back"
- "Roughnecks Return"
- "Three Views Concerning Human Knowledge (RMX)"
- "Die With Your Boots On"
- "Black Christ"
- "Interlude 1"
- "Eternal Quest"
- "Straight From The Butt"
- "Interlude 2"
- "Letter To The Lord"
- "The End Of A Cold Experience"

### 1999
Ken Ring – Vägen tillbaka
- "Du och jag"
- "Nick"
- "Mamma"
- "Problem"
- "Därför"
- "Jagad"
- "Sommarminnen"
- "Big fred
- "Gatan är min inspiration"
- "Gatuslang"
- "Eld och djupa vatten" (bara Collén)

Remedeeh – Year One
- "How I Roll"
- "Hey Ladies (Friday Night Story)"

### 2000
Feven – Hela vägen ut
- "Gudmodern"
- "Bränn bh'n"
- "Ska vi slå vad"
- "Jag kom, jag såg"

Ken Ring – Mitt hem blir ditt hem
- "Mitt liv"
- "Exakt samma sting"
- "Ken vs. Eye N' I
- "Jag sitter och ler"

### 2001
Eye N' I – Radiorevolution
- "Hardkår"
- "Lär dom"

Petter – Petter
- "Tar det tillbaka"
- "Dags"
- "Rock on"
- "Ey yo"
- "Tar det tillbaka" (Remix)

Laila Adèle – Laila Adèle
- "Din tid"

Melinda Wrede – Femme fatale
- "Bortom allt förnuft"
- "Ska det vara..."
- "Det som..."

Trippel Ett – Svar på tal
- "Släpper tyngden!"
- "Kom ihåg"
- "Fatta när vi snackar"
- "Gång på gång"
- "Svar på tal"
- "En tyst minut"

### 2002
Spotrunnaz – The Spotlight
- "Building"
- "Choose It or Lose It"

### 2003
Paragon – Stadsbarn
- "Inblick"
- "Försök förstå"
- "Handen på hjärtat"
- "Lev ditt liv"
- "Laget runt"

### 2004
Ken Ring – KENnelklubben
- "Fingret"

Petter – Ronin
- "Tidens tempo"
- "Prolog"
- "Alfons"

### 2006
DJ Large/Petter – Mitt sjunde sinne
- "99 till evigheten"
- "Svårt att tänka klart"
- "Håller igång"
- "Lär dom mannen"
- "Tränger på med makt"
- "Snurrar runt"
- "Vinden har vänt" (original version)

### 2007
Frida Appelgren – Gasen i botten
- "Frihet (Gasen i botten 1)"
- "Gasen i botten" (bara Webb)
- "Nya tiden hägrar"

Ken Ring – Äntligen hemma
- "2000-talet"

### 2010
Petter – En räddare i nöden
- "Fast för evigt" (bara Collén)
- "Livet e en bitch" (bara Collén)
- "Gör min dag"
- "Vad vi tänker på" (bara Collén)
- "Längesen" (bara Collén)
- "Vem e stor"
- "U and Me" (bara Collén)
- "Stockholm brinner (inte igen) / Intermezzo" (bara Collén)
- "Hård värld" (bara Collén)
- "En räddare i nöden" (bara Collén)
- "Älskar din stil"
- "Slag under bältet" (Natural Bond Remix)